# Autoroute A-35 (Espagne)
Pour les articles homonymes, voir A35.
L'autoroute espagnole A-35 est une courte autoroute qui va permettre de relier l'autoroute A-31 (Almansa) à l'A-7 (Xàtiva).
L'autoroute va permettre de relier directement Valence et tout le nord-est d'Espagne à Albacete  dans la communauté de Castille-La Manche.
Elle double la route nationale N-430.

## Tracé
- L'autoroute débute à hauteur de Xàtiva où elle se détache de l'A-7 (Barcelone - Algésiras) et de la CV-40 (voie express autonome qui relie Valence à Alcoy).
- L'A-35 continuer son chemin vers l'ouest et vient se connecter à l'A-31 (Madrid - Alicante) à hauteur d'Almansa.

## Sorties
De Almansa à Xàtiva
| Sorties         | Villes                                                      |             |
| --------------- | ----------------------------------------------------------- | ----------- |
|                 | Alicante - Elche - Alcoy Albacete - Madrid A-3 Almansa Sud  | A-31 N-430a |
| 01              | La Font de la Figuera - Yecla - Cieza                       | N-344       |
|                 | Alicante - Elche A-31 Murcie - Cartagène A-30               | A-33        |
| 03              | Navalón                                                     |             |
| 04              | Moixent                                                     |             |
| Aire de service |                                                             |             |
| 04              | Vallada                                                     |             |
| 04              | Montesa                                                     |             |
| 04              | Canals                                                      |             |
| 04              | Alcúdia de Crespins                                         |             |
| 04              | Alcúdia de Crespins - Enguera                               |             |
|                 | Ontinyent - Alcoy Valence - Sagonte - Castellón de la Plana | CV-40 A-7   |

### Référence
- Nomenclature